# چسبک‌ماهی معمولی
چسبک‌ماهی معمولی (نام علمی: Remora remora) نام یک گونه از سرده چسبک‌ماهی است.